# Una vedova allegra... ma non troppo
Una vedova allegra... ma non troppo (Married to the Mob) è un film del 1988, diretto dal regista Jonathan Demme.

## Trama
Angela De Marco vive a Long Island ed è sposata con Frank De Marco, mafioso "di piccolo calibro" da cui vorrebbe divorziare. Un giorno Frank viene ucciso dal boss Tony "la tigre" Russo, innamorato di Angela, dal momento che Frank era andato a letto con Karen, l'amante di Tony. Nel frattempo Connie, la moglie di Tony, minaccia Angela per scoprire se questa s'incontra con Tony; l'FBI ingaggia un detective, Mike, per incastrare Tony, e per farlo userà proprio Angela, che però si innamora, ricambiata, di Mike. Alla fine Angela accetta di incastrare il boss, facendolo finire dietro le sbarre, e può finalmente coronare il suo sogno d'amore con Mike.

## Il cinema di genere
È stato scritto che la «vicenda produttiva di Una vedova allegra... ma non troppo è complessivamente una delle più spensierate che Demme abbia sperimentato. (...) È un amore, quello per i film di gangster, che ricongiunge Demme alla sua antica predilezione per il film di genere, (...)» , come il regista stesso ha avuto modo di dichiarare, e alla la sua militanza cormaniana.

## Distribuzione
In film è uscito nelle sale italiane il 7 aprile 1989, distribuito dalla CDI Compagnia Distribuzione Internazionale.

## Riconoscimenti
- 1989 - Premio Oscar
  - Nomination Miglior attore non protagonista a Dean Stockwell
- 1989 - Golden Globe
  - Nomination Migliore attrice in un film commedia o musicale a Michelle Pfeiffer
- 1988 - Chicago Film Critics Association Awards
  - Nomination Miglior attore non protagonista a Dean Stockwell
- 1989 - Kansas City Film Critics Circle Awards
  - Miglior attore non protagonista a Dean Stockwell
- 1989 - Boston Society of Film Critics Awards
  - Miglior attore non protagonista a Dean Stockwell
  - Miglior attrice non protagonista a Joan Cusack
- 1989 - New York Film Critics Circle Awards
  - Miglior attore non protagonista a Dean Stockwell
- 1989 - Artios Award
  - Nomination Miglior casting per un film commedia a Howard Feuer
- 1989 - National Society of Film Critics Awards
  - Miglior attore non protagonista a Dean Stockwell
  - Miglior attrice non protagonista a Mercedes Ruehl
- 1990 - Young Artist Awards
  - Nomination Miglior attore giovane in un film TV, pilota o speciale a Cory Danziger